# Ferry Rotinsulu
Ferry Rotinsulu (provincia de Célebes Central, Indonesia, 28 de diciembre de 1982) es un exfutbolista de Indonesia que jugaba en la posición de guardameta. Actualmente es el entrenador de porteros del Sriwijaya FC de la Liga 2 de Indonesia.

## Carrera

### Club
| Periodo   | Club               |
| --------- | ------------------ |
| 2002-2003 | Persipal Palu      |
| 2004–2013 | Sriwijaya FC       |
| 2013      | Bhayangkara FC     |
| 2014      | Persebaya Surabaya |

### Selección nacional
Jugó para Indonesia en 8 ocasiones de 2007 a 2011, participó en los Juegos Asiáticos de 2006 y en la copa Asiática 2007.

## Logros

### Club
- Liga Indonesia (1): 2007–08
- Indonesia Super League (1): 2011–12
- Piala Indonesia (3): 2007–08, 2008–09, 2010
- Indonesian Community Shield (1): 2010
- Indonesian Inter Island Cup (1): 2012

### Selección nacional
- Indonesian Independence Cup (1): 2008